# Cèl·lules HaCaT
Les cèl·lules HaCaT són una línia cel·lular de queratinòcits aneuploides de pell humana adulta transformats i immortalitzats espontàniament. És una línia cel·lular àmpliament utilitzada en recerca. Les cèl·lules HaCaT s'utilitzen per la seva alta capacitat per diferenciar-se i proliferar in vitro. El seu ús en recerca permet la caracterització del queratinòcit humà mitjançant un model que és reproduïble i que ha permès abordar diverses incògnites de la biologia cel·lular d'aquest tipus cel·lular. Aquestes cèl·lules han permès caracteritzar diversos processos, com ara la seva utilització com a sistema model del metabolisme de la vitamina D3 a la pell

## Origen
Els queratinòcits de pell humana són bastant resistents a la transformació in vitro, a diferència de les cèl·lules epidèrmiques de ratolí. La seva immortalització s'havia aconseguit fins aquest momenet mitjançant la transformació amb el virus SV40, però això havia generat sempre, línies cel·lulars amb una diferenciació alterada. No va ser fins que el grup de Petra Boukamp va aconseguir establir una línia de cèl·lules epitelials humanes transformades de manera espontània a partir de la pell adulta. La línia mantenia la capacitat de diferenciació epidèrmica completa. Aquesta línia cel·lular, les HaCaT, era òbviament immortal (superant els 140 passis), i mostrava un fenotip transformat in vitro (clonogènic sobre plàstic i sobre agar), però romania no tumorogènic.
Les característiques de la línia cel·lular HaCaT mostraren clarament, que la transformació espontània dels queratinocits adults humans es podia produir in vitro com es va demostrar amb les cèl·lules HaCaT, i estava associada a alteracions cromosòmiques seqüencials, encara que no obligatòriament lligades a defectes majors de diferenciació.